# Alexanderarchipel
De Alexanderarchipel (Engels: Alexander Archipelago) is een eilandengroep in de Grote Oceaan voor de kust van Alaska Panhandle. De ongeveer 1100 eilanden zijn de toppen van een keten van onderzeese bergen en worden door diepe zee-engtes gescheiden van het vasteland en elkaar. Het noordelijke deel van de Inside Passage loopt door de archipel. Alle eilanden zijn zeer robuust, zwaar bebost en hebben een rijke variatie aan flora en fauna.
De grootste eilanden zijn Chichagof Island, Admiralty Island, Baranof Island, Wrangell Island, Revillagigedo Island, Kupreanof Island, Prince of Wales Island, Kuiu Island en Etolin Island. De grootste steden zijn Sitka op Baranof Island en Ketchikan op Revillagigedo Island. Belangrijkste bronnen van inkomen zijn het toerisme, visserij en bosbouw.
De eilandengroep is vernoemd naar Aleksandr Andrejevitsj Baranov, de leider van de Russisch-Amerikaanse Compagnie en de eerste gouverneur van Russisch-Amerika. Ook Baranof Island is naar hem vernoemd.